# 2005 UA1 (planetka)
2005 UA1 je planetka patřící do Apollonovy skupiny. Spadá současně mezi objekty pravidelně se přibližující k Zemi (NEO). Protože se v budoucnu může značně přiblížit k Zemi, byla zařazena též mezi potenciálně nebezpečné planetky (PHA). Její dráha však prozatím není definitivně stanovena, proto jí nebylo dosud přiděleno katalogové číslo.

## Popis objektu
Vzhledem k tomu, že byla pozorována pouze 19 dní během mimořádného přiblížení k Zemi, nestihli astronomové provést spektroskopický výzkum. Proto o jejím chemickém složení není nic známo. Její průměr je odhadován na základě hvězdné velikosti a protože není známo ani albedo jejího povrchu, je proto značně nejistý, stejně jako údaje o hmotnosti a střední hustotě, uvedené v připojené tabulce.

## Historie
Planetku objevili 23. října 2005 kolem 07:42 světového času (UTC) na Steward Observatory Catalina Station, ležící 20 km severovýchodně od Tucsonu, AZ (USA), 0,68metrovým Schmidtovým dalekohledem vybaveným CCD kamerou v rámci programu Catalina Sky Survey astronomové E. J. Christensen a R. E. Hill. O tři dny dříve, 20. října 2005 v 23:03 UTC prolétla planetka rychlostí 14,90 km/s v minimální vzdálenosti 1,092 mil. km od středu Země.
V minulosti, 2. července 1965, planetka prolétla ve vzdálenosti 0,7 až 4,8 mil. km od Marsu a 16. listopadu 1987 ve vzdálenosti přibližně 2,3 mil. km od planetky (4) Vesta. Než byla pak objevena přiblížila se na několik málo desítek milionů kilometrů v letech 1999 a 2002 k Zemi.

## Výhled do budoucnosti
Ze znalosti současných elementů dráhy planetky vyplývá, že minimální vypočítaná vzdálenost mezi její drahou a dráhou Země činí 206 tis. km. Nejbližší přiblížení k Zemi na vzdálenost 28,0 mil. km se očekává 5. června 2036. V tomto století dojde ještě k dalším přiblížením tohoto tělesa k Zemi, a to 2042, 2073 a 2076. Nebezpečnější přiblížení se očekává 19. října 2036 ; další problematické průlety se ještě čekají v létech 2048 a 2051, ale méně nebezpečná. I tak kumulativní pravděpodobnost srážky tohoto objektu se Zemí ve 21. století není příliš vysoká a byla vyčíslena na 7,8×10−8 (tj. 1:12 821 000). Na turínské škále je proto klasifikována stupněm 0, na palermské -7,46. Pokud by však ke kolizi došlo, činila by rychlost střetu tělesa se Zemí přibližně 18,43 km/s. Vzhledem k odhadovaným rozměrům by její kolize se Zemí nezpůsobila pravděpodobně žádné škody.